# Rhodes (Cap-Oriental)
Pour les articles homonymes, voir Rhodes (homonymie).
Rhodes est un village situé dans la province du Cap-Oriental en Afrique du Sud et géré par la municipalité locale de Senqu dans le district de Joe Gqabi.

## Localisation
Rhodes est situé à 1 832 m d'altitude, à 16 km au sud du royaume montagnard du Lesotho et à 60 km de Barkly East, dans les montagnes du Drakensberg au nord-est du Cap-oriental, en Afrique du Sud.

## Démographie
Selon le recensement de 2011, le village de Rhodes compte 73 habitants (dont 58 % de Blancs  et 38 % de Noirs). 
L'anglais sud-africain est la langue maternelle principale de la population locale (48 %) devant l'afrikaans (42 %).
A proximité de Rhodes se situe le dense township de Zakhele (623 habitants). 
Au total, la population de la zone rurale comprenant Rhodes et Zakhele est de 696 habitants (92,7 % de Noirs, 6 % de Blancs), principalement de langue isiXhosa (82,1 %).

## Historique

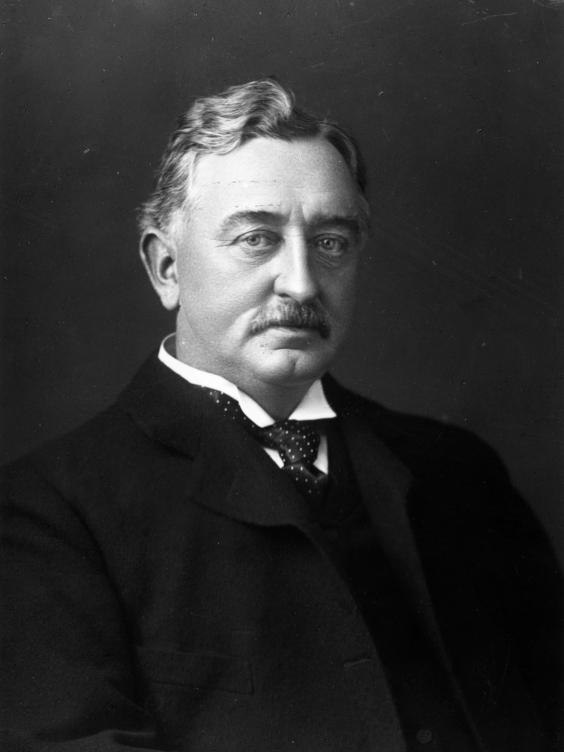
Cecil Rhodes

Avant les années 1800, les seuls populations qui arpentaient saisonnièrement cette région inhospitalière du Cap-Oriental étaient des chasseurs cueilleurs San. Les premiers agriculteurs s'y installent dans les années 1880. 
Le village fut fondé en 1891 à partir d'une centaine de parcelles vendues par un fermier. Il prit officiellement le nom de Rhodes en 1894, en hommage à Cecil Rhodes, premier ministre de la colonie du Cap et devint une municipalité en 1897. 
La pierre angulaire de l'Église réformée néerlandaise locale a été posée en 1892. La population à cette époque était estimée entre 250 et 300 personnes. La construction de l'église fut bientôt suivie par celle du complexe de la poste, de la salle d'audience et de la prison qui fut achevée en 1898. Le village fut envahi près d'une trentaine de fois durant la seconde guerre des Boers. 
Le village connait son apogée entre 1911 et 1945 avant de décliner. Dans les années 70, le village est presque abandonné quand il est investi par des groupes de Hippies à la recherche de mode de vie alternatif. Cette période marque le début d'une nouvelle période pour Rhodes qui devient progressivement une destination touristique dont les maisons sont vendues comme résidences secondaires pour citadins aisés alors que le nombre de résidents permanents continue de baisser. En 1979, le village passe sous le contrôle de l'autorité locale du Drakensberg, aujourd'hui appelé Joe Gqabi. 

## Tourisme et activités
Les rues de Rhodes sont bordées d'arbres et les maisons sont majoritairement des résidences de la fin de l'ère victorienne. En 1997, le village a été proclamé zone de conservation par le gouvernement sud-africain.
La station de ski de Tiffindell est située près de Rhodes, qui est aussi le lieu de départ et d'arrivée du Rhodes Trail Run.